# Wagner Nunatak
Il Wagner Nunatak (in lingua inglese: Nunatak Wagner) è uno dei nunatak, o picchi rocciosi isolati, che costituiscono i Rambo Nunataks; è alto 850 m e situato 17 km a sud del Blackburn Nunatak, nei Monti Pensacola in Antartide. 
Il nunatak è stato mappato dall'United States Geological Survey (USGS) sulla base di rilevazioni e foto aeree scattate dalla U.S. Navy nel periodo 1956-66.
La denominazione è stata assegnata dall'Advisory Committee on Antarctic Names (US-ACAN) in onore di John K. Wagner, che ha condotto studi sulle radiazioni presso la Stazione Plateau durante l'inverno del 1967.